# بال باي
شركة PalPay هي أول شركة فلسطينية خاصة بخدمات الدفع الإلكتروني، أنشئت عام 2010. استُلهِمَت فكرة إنشاء الشركة بعد سنوات طويلة من العمل الناجح في قبول بطاقات الائتمان من خلال شركتي فيزا وماستركارد العالميتين في السوق الفلسطيني. شهدت تلك الفترة نجاحًا كبيرًا في تطوير البرمجيات والحصول على الرخص الدولية اللازمة لتشغيلها، حيثُ حقق بنك فلسطين إنجازات ملحوظة في خدمة التجار والعملاء البنكيين مستخدمي البطاقات، وتمكن من نشر أكثر من 6000 نقطة بيع في جميع أنحاء فلسطين، مما أتاح لحاملي بطاقات الائتمان استخدامها عبر شبكة التجار المتعاقدين مع البنك.

## الحلول الرقمية
تشمل هذه الحلول الرقمية خدمات الدفع الإلكتروني، مثل خدمة التجارة الإلكترونية، وتسهيل طلب القروض من مؤسسات الإقراض الصغيرة. كما تتضمن تطوير نظام لاستقبال حركات المشتريات من خلال رمز QR لمجموعة بنك فلسطين، وإطلاق المحفظة الإلكترونية "محفظتي" التي تتيح تحويل الأموال وإصدار بطاقات VISA المجانية.